# Corrupção na Nigéria
Corrupção na Nigéria é um fenômeno constante. Em 2012, estimou-se que a Nigéria perdeu mais de 400 bilhões de dólares para a corrupção desde sua independência. A corrupção é uma atitude antissocial que concede privilégios indevidos, contrariando normas legais e morais, e prejudica a capacidade das autoridades de garantir o bem-estar de todos os cidadãos.
Políticos nigerianos se encontram em uma posição de grande poder e riqueza devido às suas conexões com as indústrias de petróleo e gás na Nigéria. Essas indústrias de gás estão sob controle da empresa estatal NNPC Limited. As exportações de petróleo e gás representam mais de 90% de todas as receitas de exportação da Nigéria. Enquanto muitos políticos possuem ou têm ações nessas indústrias, as receitas tributárias do setor energético são reduzidas e os benefícios da riqueza energética da Nigéria não são distribuídos de forma equitativa pelo país, com o Estado de Lagos se beneficiando de forma desproporcional. As receitas do petróleo e gás, portanto, compõem a maior parte do orçamento federal e os salários dos funcionários do governo. A fraude eleitoral por parte dos partidos políticos nas eleições é generalizada, e a corrupção é endêmica no governo. Arranjos comerciais e lealdades familiares dominam as nomeações governamentais, abrindo caminho para que políticos, funcionários e seus associados comerciais — que juntos formam a elite dominante — garantam que todos se tornem ricos por meio de acordos nos bastidores e da concessão de contratos lucrativos a apoiadores favorecidos. Em 2018, muitos funcionários do governo receberam salários anuais superiores a 1 milhão de dólares. A corrupção permeia todos os níveis do governo nigeriano. Desde fraudes contratuais significativas no topo, passando por subornos pequenos, esquemas de lavagem de dinheiro, desvio de verbas e confisco de salários de trabalhadores fantasmas, estima-se que a corrupção dentro do aparato estatal custe ao país bilhões de dólares anualmente.

## História e casos
A ascensão da administração pública e a descoberta de petróleo e gás natural são dois eventos importantes considerados responsáveis pelo aumento sustentado da incidência de práticas corruptas no país.
O governo tem feito esforços para minimizar a corrupção por meio da promulgação de leis e da aplicação de sistemas de integridade, mas com pouco sucesso.
A ganância, o estilo de vida ostensivo, os costumes e as atitudes das pessoas são apontados como causas da corrupção. Outra causa raiz é o tribalismo. Amigos e parentes em busca de favores de funcionários podem impor pressões sobre a disposição ética do funcionário, já que esses parentes veem os funcionários públicos como detentores de meios para sua sobrevivência e ganho.

### Pré-Independência e a Primeira República
A corrupção, embora presente, era mantida em níveis gerenciáveis durante a Primeira República. No entanto, os casos de corrupção no período às vezes eram obscurecidos por disputas políticas internas.
- Azikiwe foi a primeira grande figura política investigada por práticas questionáveis.[17] Em 1944, uma empresa pertencente a Azikiwe e sua família comprou um banco em Lagos. O banco foi adquirido para fortalecer o controle local da indústria financeira. No entanto, um relatório sobre as transações realizadas pelo banco mostrou que, embora Azikiwe tivesse renunciado ao cargo de presidente do banco, o atual presidente era um agente dele.[18] O relatório indicava que grande parte do capital integralizado do African Continental Bank vinha da Corporação Financeira da Região Oriental.[19]
- Na Nigéria Ocidental, o político Adegoke Adelabu foi investigado após acusações de corrupção política feitas pela oposição.[20]
- Na Região Norte, diante de acusações de corrupção contra alguns funcionários de autoridade nativa em Borno, o governo do Norte promulgou a ordem de Presentes Costumeiros para evitar novas violações dos regulamentos. [carece de fontes?][21] Posteriormente, foi a administração britânica que foi acusada de práticas corruptas nos resultados das eleições que entronizaram uma liderança política fulas em Kano. Relatórios posteriores descobriram irregularidades eleitorais ligadas às autoridades britânicas.[22]

### Administração Gowon (agosto de 1966 – julho de 1975)
Durante a maior parte da administração de Yakubu Gowon, a corrupção permaneceu longe dos olhos do público até 1975. No entanto, funcionários informados manifestaram preocupações. Críticos afirmavam que os governadores de Gowon agiam como senhores governando seus próprios feudos pessoais. Gowon era visto como tímido e cercado por elementos corruptos em seu governo.
Em 1975, um escândalo de corrupção relacionado à importação de cimento envolveu vários funcionários do Ministério da Defesa e do Banco Central da Nigéria. Os envolvidos foram acusados de falsificar manifestos de navios e inflar a quantidade de cimento a ser adquirida.
Durante a administração Gowon, dois indivíduos da região do Cinturão Médio do país foram acusados de corrupção. O governo nigeriano controlava os jornais, de modo que o Daily Times e o New Nigerian deram grande destaque às denúncias contra o governo de Gomwalk e o Comissário Federal Joseph Tarka feitas por dois críticos — uma situação que pode indicar a necessidade de ação urgente contra a corrupção.

### Administração Murtala (1975 – fevereiro de 1976)
Em 1975, a administração de Murtala Mohammed implementou reformas significativas. Após um golpe militar que o levou ao poder, o novo governo demitiu um grande número de antigos funcionários do governo e funcionários públicos, muitos dos quais haviam sido criticados pelo uso indevido do poder que exerciam sob o governo majoritariamente não instruído de Gowon.

### Administração Obasanjo (fevereiro de 1976 – setembro de 1979)
A primeira administração de Olusegun Obasanjo foi uma continuação do governo de Murtala Mohammed e concentrou-se em concluir o programa de transição para a democracia, além de implementar os planos nacionais de desenvolvimento. Grandes projetos, como a construção de novas refinarias, oleodutos, expansão da marinha mercante e das companhias aéreas nacionais, bem como a realização do FESTAC, foram realizados durante essa administração. Vários desses projetos nacionais funcionaram como canais para distribuição de favores e enriquecimento de políticos influentes. O famoso músico de Afrobeat Fela Kuti compôs diversas canções sobre escândalos envolvendo a empresa internacional de telecomunicações ITT, liderada por o chefe MKO Abiola, à qual o então chefe de Estado, general Olusegun Obasanjo, estava associado. Além disso, o programa Operation Feed the Nation e a correspondente apropriação de terras sob o Decreto de Uso da Terra, implementado pelo então chefe de Estado, foram utilizados para recompensar aliados, e a agora famosa Otta Farm Nigeria (OFN) teria sido um projeto originado desse escândalo.

### Administração Shagari (outubro de 1979 – dezembro de 1983)
A corrupção foi considerada disseminada durante o governo de Shehu Shagari.
Alguns edifícios federais pegaram fogo de maneira misteriosa após o início de investigações sobre as finanças dos funcionários que ali trabalhavam.
No final de 1985, investigações sobre o colapso do extinto banco Johnson Mathey de Londres revelaram alguns abusos cometidos durante a Segunda República. O banco atuava como intermediário na transferência de divisas para membros do partido na Nigéria. Alguns altos funcionários e políticos acumularam grandes somas de dinheiro e tentaram transferi-las para fora do país com ajuda de importadores asiáticos, por meio da emissão de licenças de importação.
Em 1981, uma escassez de arroz levou a acusações de corrupção contra o governo do Partido Nacional da Nigéria (NPN). A crise e as subsequentes denúncias surgiram em razão do protecionismo. Após a eleição, o governo nigeriano decidiu proteger os agricultores locais de arroz da concorrência externa. Foi criado um sistema de licenciamento para limitar as importações de arroz. No entanto, acusações de favorecimento e especulação apoiada pelo governo recaíram sobre muitos funcionários.

### Administração Buhari (dezembro de 1983 – agosto de 1985)
Em 1985, diversos políticos foram condenados por práticas corruptas sob o governo do general Muhammadu Buhari, embora a própria administração tenha se envolvido apenas em alguns casos pontuais de lapsos éticos. Um dos episódios mais citados é o escândalo das 53 malas, que envolveu o então chefe da alfândega, Atiku Abubakar, que mais tarde se tornaria vice-presidente em 1999 e seria acusado de diversos atos de corrupção.
O episódio das 53 malas ocorreu em 1984, durante a troca de moeda ordenada pelo regime de Buhari. A junta determinou que todas as bagagens que entrassem no país fossem inspecionadas, independentemente do status do passageiro. No entanto, as 53 malas passaram pelo Aeroporto Internacional Murtala Muhammed sem inspeção alfandegária, supostamente por ordem de soldados a mando do Major Mustapha Jokolo, então ajudante de ordens do general Buhari. À época, Atiku era o controlador de área da alfândega responsável pelo aeroporto.

### Administração Babangida (agosto de 1985 – agosto de 1993)
O regime do general Ibrahim Babangida (IBB) é amplamente visto como o período em que a corrupção foi institucionalizada na Nigéria. Sua administração se recusou a prestar contas sobre o lucro obtido com a Guerra do Golfo, estimado em 12,4 bilhões de dólares. Além disso, anulou a eleição presidencial de 12 de junho de 1993, considerada a mais democrática da história do país. Atualmente, vive em uma mansão luxuosa em seu estado natal, Níger.
Durante seu governo, a corrupção tornou-se política de Estado. Babangida distribuía carros e dinheiro como forma de conquistar lealdade, o que deteriorou a disciplina militar. Surgiu o termo "IBB Boys", em referência a empresários que atuavam como intermediários de negócios ilícitos para o regime, incluindo tráfico de drogas e lavagem de dinheiro.
O general usou programas de privatização para premiar amigos e aliados, criando uma nova elite econômica na Nigéria. Desde bancos até concessões de petróleo e licenças de importação, essas ações teriam servido para enriquecer pessoalmente Babangida e sua família. Ele é considerado um dos ex-líderes mais ricos do país, com investimentos atribuídos no setor de telecomunicações, notadamente na Globacom, amplamente vista como uma empresa de fachada para seus interesses financeiros.

### Administração Abacha (novembro de 1993 – junho de 1998)
A morte do general Sani Abacha expôs o alcance global da corrupção durante seu governo. Investigações na França sobre subornos pagos a autoridades nigerianas para facilitar a concessão da construção de uma usina de gás revelaram a magnitude do desvio de recursos públicos. Como resultado, cerca de 100 milhões de dólares em contas bancárias foram congelados.
Em 2000, dois anos após sua morte, um relatório da comissão bancária da Suíça acusou os bancos suíços de negligenciar os procedimentos de conformidade ao permitir que familiares e aliados de Abacha movimentassem suas contas, nas quais foram depositados cerca de 600 milhões de dólares. No mesmo ano, mais de 1 bilhão de dólares foi encontrado em contas diversas espalhadas pela Europa.

### Administração de Abdusalami (junho de 1998 – maio de 1999)
O governo do Gen. Abdulsalami foi breve e focado em conduzir rapidamente o país à democracia. No entanto, permanece a suspeita de que uma quantia considerável de riqueza tenha sido adquirida por ele e seu círculo próximo em tão pouco tempo, já que ele vive em uma mansão bastante requintada, ao lado da de IBB, que excede qualquer valor que ele possa ter recebido legalmente. De fato, o grande escândalo Halliburton implicou sua administração, e isso pode ter financiado seu luxo.

### Administração de Obasanjo (maio de 1999 – maio de 2007)
Diversos escândalos de corrupção eclodiram durante a presidência de Olusegun Obasanjo, incluindo um de dimensões internacionais, quando seu vice-presidente foi flagrado em conluio com um congressista dos EUA escondendo dinheiro vivo (literalmente) em congeladores. Além disso, os escândalos de suborno envolvendo a KBR e a Siemens também vieram à tona em sua administração, os quais foram investigados pelo FBI e resultaram em acusações internacionais que indicavam corrupção em alto nível em seu governo. Segundo relatos, "enquanto a Nigéria hesitava, o United States Department of Justice anunciou em 18 de janeiro de 2012 que a construtora japonesa Marubeni Corporation concordou em pagar uma multa criminal de US$ 54,6 milhões por supostamente subornar autoridades do governo nigeriano para facilitar a concessão do contrato de US$ 6 bilhões para gás natural liquefeito em Bonny, Nigéria, a um consórcio multinacional, TSKJ". Eles pagaram propinas a autoridades nigerianas entre 1995 e 2004, em violação da lei. Obasanjo também teve que demitir seu ministro do Trabalho, Hussaini Akwanga, sob alegações de que este aceitou subornos para aprovar um importante contrato governamental com um grupo francês de eletrônicos. Obasanjo também demitiu e entregou o Inspetor-Geral da Polícia, Sr. Tafa Balogun, à EFCC por corrupção no valor de 5,7 bilhões. Obasanjo conseguiu estender a atuação de seu órgão de combate à corrupção ao prender alguns de seus ministros envolvidos em escândalos de suborno e corrupção.
Outros atos de corrupção ligados a Olusegun Obasanjo incluíram o escândalo das ações da Transcorp, que violou os padrões de conduta para servidores públicos, e as doações para a biblioteca presidencial na véspera de sua saída do poder, que teriam sido feitas sob pressão sobre seus associados. Também foi relatado que Obasanjo fez amplas articulações para sua fracassada campanha de alteração da constituição com o objetivo de obter um terceiro mandato, subornando ativamente legisladores, aprofundando ainda mais a corrupção nos mais altos níveis.
De modo geral, o desenvolvimento energético de fontes não renováveis foi "prioridade na agenda do país durante seus 33 anos de regime militar, especialmente por meio da reestruturação e criação de novas empresas e companhias do setor energético" (Osunmuyiwa 145). Quando Obasanjo assumiu o poder em 1999, seu governo herdou não apenas um Estado fragilizado, mas uma economia insustentável, fortemente dependente do petróleo e de acordos comerciais internacionais desequilibrados. Além disso, a crise energética, também herdada, continuou devido à limitação do setor energético, à ineficiência governamental geral e à corrupção.

### Governo de Umaru Musa Yar'Adua (maio de 2007 – maio de 2010)
A ascensão e o tempo de Yar'Adua no cargo foram curtos, embora um número considerável de escândalos de corrupção de administrações anteriores tenha vindo à tona durante seu mandato e permanecido sem investigação devido à falta de vontade política e à sua saúde debilitada. Os vários atos de corrupção política de Yar'Adua, utilizando seu procurador-geral para frustrar investigações locais e internacionais em andamento contra seus aliados poderosos, como os governadores James Ibori, Lucky Igbinnedion e Peter Odili, levaram a grandes prejuízos para seus estados. O Procurador-Geral da Federação, Michael Aondakaa, não conseguiu obter condenações na Nigéria, mesmo com tribunais do Reino Unido e de outros países processando com sucesso os governadores profundamente corruptos da era Obasanjo que ajudaram Yar'Adua a chegar à presidência. Além disso, telegramas diplomáticos vazados revelaram que juízes da Suprema Corte foram subornados para legitimar as eleições fraudulentas que resultaram em sua ascensão ao cargo por meio de fraudes generalizadas.

### Administração de Goodluck Jonathan (2010–2015)
A classificação da Nigéria no índice de corrupção da TI melhorou da 143ª para a 136ª posição em 2014. No final de 2013, o então governador do Banco Central da Nigéria, Sanusi Lamido Sanusi, informou ao presidente Goodluck Jonathan que a companhia estatal de petróleo, a NNPC, não havia repassado US$ 20 bilhões em receitas de petróleo devidas ao Estado. Jonathan, no entanto, rejeitou a alegação e substituiu Sanusi por má gestão do orçamento do banco central. Um comitê do Senado também considerou a denúncia de Sanusi sem fundamentos substanciais. Após a conclusão da auditoria das contas da NNPC, foi anunciado em janeiro de 2015 que a receita não repassada pela NNPC era, na verdade, de US$ 1,48 bilhão, valor que a empresa deveria reembolsar ao governo. Contudo, com a divulgação dos relatórios da PwC e da Deloitte pelo governo na véspera de sua saída, foi determinado que, de fato, cerca de US$ 20 bilhões estavam realmente desaparecidos, mal utilizados ou gastos sem autorização.
Além desses casos, o governo de Goodluck Jonathan enfrentou diversos escândalos em andamento, incluindo a compra de um BMW por sua ministra da Aviação no valor de 255 milhões de nairas, e contratos de segurança concedidos a militantes no Delta do Níger, corrupção generalizada e propinas no Ministério do Petróleo, o escândalo da Malabu Oil International, além de vários outros escândalos envolvendo o mesmo ministério. Nos últimos dias do governo de Goodluck Jonathan, também veio à tona o escândalo no Banco Central envolvendo o desvio em espécie de notas danificadas, no qual foi revelado que, em um período de quatro dias, 8 bilhões de naira foram roubados diretamente por funcionários de baixo escalão da instituição. Essa descoberta exclui crimes suspeitos de terem ocorrido por anos sem serem detectados, até a denúncia de um delator. O Banco Central afirmou que o roubo prejudicou sua política monetária. Em 2014, o UNODC iniciou uma iniciativa para ajudar a combater a corrupção na Nigéria.
Novas alegações de corrupção começaram a surgir desde a saída do presidente Jonathan em 29 de maio de 2015, incluindo:
1. Retirada ilegal de US$ 2,2 bilhões das Contas de Petróleo em Excesso, dos quais US$ 1 bilhão teriam sido supostamente aprovados pelo presidente Jonathan para financiar sua campanha de reeleição sem o conhecimento do Conselho Econômico Nacional, composto pelos governadores estaduais, o presidente e o vice-presidente.
2. A NEITI descobriu que US$ 11,6 bilhões estavam desaparecidos dos pagamentos de dividendos da Nigeria LNG Company.
3. Foram roubados 60 milhões de barris de petróleo, avaliados em US$ 13,7 bilhões, sob a supervisão da companhia nacional de petróleo, a Nigerian National Petroleum Corporation, entre 2009 e 2012.
4. A NEITI apontou perdas em razão de trocas de petróleo cru, devido a subsídios e à alocação de petróleo para consumo interno, entre 2005 e 2012, indicando que US$ 11,63 bilhões foram pagos à NNPC, mas "não há evidência de que o dinheiro tenha sido repassado à conta da federação".
5. Desvio de 60% de um empréstimo externo de US$ 1 bilhão obtido junto aos chineses pelo Ministério das Finanças.
6. Enorme esquema de fraude na aquisição de armas e defesa, com uso indevido do orçamento de defesa de 3 trilhões de nairas desde 2011 sob o pretexto de combater o Boko Haram.
7. Desvio de US$ 2,2 milhões de fundos destinados a vacinas pelo Ministério da Saúde.
8. Desvio de até 1,9 bilhão de nairas do fundo de combate ao Ebola.
9. Fraude na NIMASA investigada pela EFCC, incluindo acusações de financiamento ao PDP e compra de um pequeno terreno por 13 bilhões de nairas.
10. Ministério das Finanças, liderado por Okonjo Iweala, apressou o pagamento de US$ 2,2 milhões a um contratado do Ministério da Saúde em faturas contestadas.
11. Esquemas diversos envolvendo a NDDC, incluindo contratos no valor de 2,7 bilhões de nairas que não seguem a Lei de Licitações Públicas.
12. Esquema na Comissão de Serviço Policial investigado pela ICPC, que revelou apropriação indevida de mais de 150 milhões de nairas relacionados a treinamentos eleitorais. A ICPC recomendou reembolsos, mas muitos analistas consideraram que o mais adequado seria a instauração de processos judiciais.

### Governo de Muhammadu Buhari (2015–2023)
A presidência de Muhammadu Buhari foi marcada por ações significativas contra a corrupção na Nigéria. Em 2016, o comitê ad hoc do Senado sobre a "crise humanitária crescente no Nordeste", liderado pelo senador Shehu Sani, indiciou o então secretário do Governo da Federação, nomeado por Muhammadu Buhari, Sr. Babachir Lawal, em um escândalo de contrato no valor de 200 milhões de nairas para a limpeza de "espécies vegetais invasoras" no Estado de Yobe, realizado pela empresa Rholavision Nigeria Limited, da qual ele é proprietário.
Em 30 de outubro de 2017, o presidente Buhari demitiu Lawal com base no relatório de um painel de três membros liderado pelo vice-presidente Yemi Osinbajo, que o investigou juntamente com outra pessoa.
Em 2016, Buhari teria recebido provas de que seu chefe de gabinete, Abba Kyari, recebeu um suborno de 500 milhões de nairas da MTN para ajudá-la a reduzir a multa de 5 bilhões de dólares aplicada por violar regulamentos de telecomunicações da Nigéria relacionados à segurança nacional. A MTN demitiu os funcionários envolvidos no escândalo de suborno. Mas Abba Kyari permaneceu no cargo de chefe de gabinete, o que gerou indignação nacional e levou Buhari a anunciar uma investigação sobre Kyari. As conclusões da investigação nunca foram tornadas públicas.
Abdulrasheed Maina foi o chefe da força-tarefa para reformas no sistema de pensões durante o governo do presidente Goodluck Jonathan, mas fugiu da Nigéria em 2015 após alegações de que teria desviado dois bilhões de nairas (US$ 5,6 milhões, 4,8 milhões de euros). Apesar de um mandado de prisão da Interpol ter sido emitido, ele conseguiu retornar à Nigéria, onde teria desfrutado de proteção por parte do governo Buhari. Maina havia sido demitido de seu cargo pela administração de Goodluck Jonathan e estava sob investigação por práticas corruptas, mas foi reintegrado e recebeu uma promoção dupla pelo governo Buhari. Maina foi condenado após ser considerado culpado por lavagem de dinheiro.
De acordo com o Senado, por meio de seu comitê de contas públicas, 85 empresas estatais sob o atual governo liderado por Muhammadu Buhari ainda não entregaram seus relatórios de auditoria desde o início desta administração.
A porta-voz no combate à corrupção na Nigéria, a Comissão de Crimes Econômicos e Financeiros (EFCC) respondeu à alegação do comitê do senado sobre contas públicas quanto à não entrega do relatório contábil por parte da instituição e de outras 84. A EFCC negou o relatório emitido pelo comitê, alegando que não era verdadeiro.
Apesar das críticas, a EFCC anunciou, em maio de 2018, que 603 figuras nigerianas haviam sido condenadas por corrupção desde que Buhari assumiu o cargo em 2015. A EFCC também anunciou que, pela primeira vez na história da Nigéria, juízes e oficiais militares de alta patente, incluindo chefes de serviço aposentados, estavam sendo processados por corrupção. Em dezembro de 2019, o polêmico ex-Procurador-Geral do país, Mohammed Adoke, acusado de ter sido subornado para conceder licenças de petróleo à Shell, foi extraditado de Dubai para a Nigéria e preso imediatamente. Em janeiro de 2020, no entanto, o Índice de Percepção da Corrupção da Transparência Internacional ainda deu à Nigéria uma baixa classificação: 146º lugar entre 180 países pesquisados.
Em 2018, alguns políticos que trabalharam arduamente pela reeleição do presidente Mohammed Buhari tinham casos de corrupção pendentes. Um deles é Abdullahi Adamu, que foi governador do estado de Nasarawa (1999–2007) e atualmente é presidente do partido político do presidente – o Congresso de Todos os Progressistas (APC). Ele também foi membro do Comitê Consultivo Nacional para o Comitê de Apoio à Reeleição de Buhari em 2019. Ele foi acusado de roubar supostamente N15 bilhões do estado de Nasarawa enquanto era governador. O Partido Democrático do Povo, partido de oposição, levantou a questão da acusação de corrupção quando Abdullahi Adamu estava prestes a se tornar presidente do APC. No entanto, a Presidência respondeu dizendo que ele havia "se arrependido".
Em outubro de 2020, no entanto, manifestantes do movimento End SARS alegaram que oficiais da Polícia Nigeriana, apesar de serem empregados pela instituição há muito considerada como a mais corrupta do país, não estavam mais recebendo salários adequados e, apesar de denunciarem a brutalidade policial, passaram a exigir o aumento dos salários dos policiais como uma das suas cinco reivindicações.
Em maio de 2022, o Contador-Geral da Nigéria, Ahmed Idris, foi preso por lavagem de dinheiro e desvio de fundos públicos. Seu mandato havia sido prorrogado pelo presidente Mohammed Buhari em 2019, apesar de ele já ter atingido os 60 anos, idade obrigatória para aposentadoria. O Contador-Geral teria cometido a fraude por meio da manipulação corrupta da Conta Única do Tesouro (TSA), do Sistema Integrado de Gestão Financeira do Governo (GIFMIS) e do Sistema Integrado de Folha de Pagamento e Informações de Pessoal (IPPIS), para desviar bilhões de nairas. Um funcionário de uma agência governamental, a Revenue Mobilization, Allocation and Fiscal Commission, foi citado como uma das partes envolvidas no caso de corrupção.
O governo do presidente Mohammed Buhari tem sido percebido como um que fracassou em conter as práticas corruptas no governo.

## Instituições públicas percebidas como corruptas
A lista a seguir contém as instituições percebidas como as mais corruptas. Ela foi extraída do Nigeria Survey and Corruption Survey Study, Final Report (junho de 2003), do Institute for Development Research, Universidade Ahmadu Bello, Zaria (IDR, ABU Zaria)
| Classificação | Instituição                                                 |
| ------------- | ----------------------------------------------------------- |
| 1             | Polícia da Nigéria                                          |
| 2             | Partidos políticos                                          |
| 3             | Assembleias Nacionais e Estaduais                           |
| 4             | Governos Locais e Municipais                                |
| 5             | Conselhos Executivos Federais e Estaduais                   |
| 6             | Polícia de Trânsito e Corpo Federal de Segurança Rodoviária |
| 7             | NEPA                                                        |

Em fevereiro de 2019, foi noticiado que oficiais da Polícia da Nigéria comumente obtinham dinheiro extra extorquindo moradores locais na quantia de 50 nairas nigerianas. Em 30 de julho de 2019, três policiais do Estado de Anambra foram presos sob acusação de extorquir três moradores. Em 9 de março de 2020, dois policiais de Lagos, o Assistente do Superintendente de Polícia (ASP) Adebayo Ojo e a Sargento Adeleke Mojisola, foram presos por extorquir uma mulher. No dia seguinte, outro policial de Lagos, o Inspetor Taloju Martins, foi preso após ser flagrado por uma câmera extorquindo um motorista.
No Índice de Percepção da Corrupção de 2024 da Transparência Internacional, a Nigéria obteve 26 pontos em uma escala de 0 ("altamente corrupto") a 100 ("muito íntegro"). Na classificação por pontuação, a Nigéria ficou em 140º lugar entre os 180 países do índice, sendo que o país classificado em primeiro é o percebido como tendo o setor público mais honesto. Para comparação com as pontuações regionais, a média entre os países da África Subsaariana  foi de 33. A melhor pontuação na África Subsaariana foi 72 e a pior foi 8. Para comparação com os dados globais, a melhor pontuação foi 90 (1º lugar), a média foi 43, e a pior foi 8 (180º lugar).
Uma pesquisa de 2024 conduzida pelo projeto Social Norms and Accountable Governance (SNAG) do Programa África do Chatham House constatou que 61 por cento das famílias nigerianas acreditam que juízes no país provavelmente aceitam subornos para influenciar suas decisões. O relatório também indicou que "74 por cento e 78 por cento dos entrevistados esperam que autoridades responsáveis por compras públicas e empreiteiros privados desviem rotineiramente dinheiro de contratos públicos para uso pessoal."

## Padrinhagem política
Na Nigéria, há uma grande disparidade entre ricos e pobres.[carece de fontes?] Devido a isso, existe espaço na política para que pessoas mais ricas manipulem resultados e candidatos. A BBC publicou um artigo em fevereiro de 2019 detalhando o quanto os 'padrinhos políticos' podem influenciar nos resultados. Por exemplo, foi relatado:
"Eles são patrocinadores políticos que usam dinheiro e influência para conquistar apoio para seus candidatos preferidos." Explica-se que esses 'padrinhos' preparam um candidato em quem confiam para implementar as políticas que desejam.